# Георги Бранкович
Георги Бранкович или деспот Георги е сръбски владетел, наследил Моравско и Косово от Стефан Лазаревич, изпърво княжество, а след битката при Анкара – деспотство.
Георги Бранкович е прапрадядо на великия княз Теодосий I на Влахия, който издигнал Куртя де Арджеш като престолнина.

## Извори
В османските източници, деспот Георги е познат като Вълкоглу. Заедно с Янку (Ян Хуниади) води солидна кореспонденция с караманския бей. Ето какво пише караманският бей на двамата християнски владетели през 1443 г.: 
| „ | Ти оттам, аз отсам, да нападнем. Румели да бъде твоя, Анадолът да бъде мой. На Вълкоглу да дадем също неговия вилает. | “ |

, като след одринския мир и отказа от престола на Мурад II в полза на сина му Мехмед II, караманският бей пише на Янку: 
| „ | Какво чакаш, ето Османоглу полудя. Той даде трона си на единия си син. А самия сред песни и жени яде и пие и ходи по лозя и градини. Той се оттегли от властта. Сега е тъкмо случай за теб и за мен. | “ |

, като се обръща и към Вълкоглу: 
| „ | Какво се оглеждаш? Какво чакате? По-добър случай против турчина няма да ви се удаде. | “ |

## Живот и дела
Георги, срещан в историческата литература и като Джурадж, Джурдже, Гюрг, е син на Вук Бранкович (Вълкашин Бранков) и Мара, дъщерята на княз Лазар.
Георги има разпра със своя вуйчо Стефан Лазаревич за властта над сръбските земи. В крайна сметка Стефан го признава за свой наследник и му предоставя управлението на част от Моравска Сърбия.
През 1426 г. и двамата бягат от османците в Кралство Унгария и признават върховната власт на император Сигизмунд. Когато Стефан умира през следващата 1427 година, Георги Бранкович става сръбски деспот, но още през 1428 г. е принуден да плаща данък на османците. През 1435 г. той дава и дъщеря си Мара за съпруга на султан Мурад II.
През 1439 г. Мурад II напада Сърбия и превзема Смедерево, където Бранкович е преместил своята столица. Според Ян Длугош Мурад II пленява, ослепява и кастрира неговите синове Григорий Бранкович и Стефан Бранкович. Деспот Георги заедно със сина си Лазар Бранкович отново да търсят спасение в Унгария. На следващата година османците превземат Белград, а през 1441 г. и Ново Бърдо. В Унгария имотите на Бранкович са конфискувани и той се установява в Дубровник.
Във възстановената Сърбия Георги Бранкович се завръща с помощта на полския крал Владислав Варненчик и на Янош Хуняди. Заедно с тях, Бранкович участва в кръстоносния поход през 1443г. и в битките с османците включително при Ниш и Златица. Одринско-Сегедският мир удовлетворява неговите стремежи да възвърне земите и синовете си. Опасявайки се да не загуби придобитото, деспот Бранкович е неразположен към новия поход, инертен при военните приготовления. Това налага предпазливост и заобикаляне на неговите владения от страна на християнските сили, които в крайна сметка са разбити в битката при Варна през 1444 г. През 1453 г. Георги изпраща в помощ на султан Мехмед II войска под обсадения Константинопол, в състава на която бил и Константин Михайлович от Островица, бъдещият автор на Записки на еничарина.
Деспот Георги Бранкович умира през 1456 г. от раните, които получава в сражение с унгарците.